# Liste der Municipios in Morelos

Karte Mexikos (Morelos hervorgehoben)

Municipios in Morelos

Der mexikanische Bundesstaat Morelos ist in 36 Verwaltungsbezirke (Municipios) unterteilt. Die Verwaltungsbezirke werden aus 1.578 Ortschaften (span. Localidades) (davon 98 urbane = städtische) gebildet. Zu den ländlichen Gemeinden (Pueblos) zählen ebenso Farmen (Ranchos, Haziendas) und andere alleinstehende Gebäude (Mühlen, Poststationen, Tankstellen usw.). Die Zahl der Ortschaften ist in den letzten Jahren ansteigend (2000: 1.341; 2010: 1.504).
| Schlüs- sel          | Municipio                    | Verwaltungssitz (Cabecera Municipal) | Fläche [km²] | Einwohnerzahl | Einwohnerzahl | Einwohnerzahl | Bevöl- kerungs- dichte [Ew. pro km²] | Anzahl der Orte (Localidades) |
| Schlüs- sel          | Municipio                    | Verwaltungssitz (Cabecera Municipal) | Fläche [km²] | 2000          | 2010          | 2020          | Bevöl- kerungs- dichte [Ew. pro km²] | Anzahl der Orte (Localidades) |
| -------------------- | ---------------------------- | ------------------------------------ | ------------ | ------------- | ------------- | ------------- | ------------------------------------ | ----------------------------- |
| 001                  | Amacuzac                     | Amacuzac                             | 117,24       | 16.482        | 17.021        | 17.598        | 150,1                                | 31                            |
| 002                  | Atlatlahucan                 | Atlatlahucan                         | 79,37        | 14.708        | 18.895        | 25.232        | 317,9                                | 41                            |
| 003                  | Axochiapan                   | Axochiapan                           | 141,51       | 30.436        | 33.695        | 39.174        | 276,8                                | 58                            |
| 004                  | Ayala                        | Ciudad Ayala                         | 368,34       | 69.381        | 78.866        | 89.834        | 243,9                                | 131                           |
| 005                  | Coatlán del Río              | Coatlán del Río                      | 83,40        | 9.356         | 9.471         | 10.520        | 126,1                                | 19                            |
| 006                  | Cuautla                      | Cuautla                              | 121,88       | 153.329       | 175.207       | 187.118       | 1.535,3                              | 64                            |
| 007                  | Cuernavaca                   | Cuernavaca                           | 199,71       | 338.706       | 365.168       | 378.476       | 1.895,1                              | 62                            |
| 008                  | Emiliano Zapata              | Emiliano Zapata                      | 68,26        | 57.617        | 83.485        | 107.053       | 1.568,3                              | 31                            |
| 009                  | Huitzilac                    | Huitzilac                            | 189,11       | 15.184        | 17.340        | 24.515        | 129,6                                | 69                            |
| 010                  | Jantetelco                   | Jantetelco                           | 102,27       | 13.745        | 15.646        | 18.402        | 179,9                                | 42                            |
| 011                  | Jiutepec                     | Jiutepec                             | 55,93        | 170.589       | 196.953       | 215.357       | 3.850,5                              | 26                            |
| 012                  | Jojutla                      | Jojutla                              | 149,01       | 53.351        | 55.115        | 57.682        | 387,1                                | 74                            |
| 013                  | Jonacatepec de Leandro Valle | Jonacatepec de Leandro Valle         | 90,33        | 13.623        | 14.604        | 16.694        | 184,8                                | 26                            |
| 014                  | Mazatepec                    | Mazatepec                            | 57,91        | 8.821         | 9.456         | 9.653         | 166,7                                | 22                            |
| 015                  | Miacatlán                    | Miacatlán                            | 162,62       | 23.984        | 24.990        | 15.802        | 97,2                                 | 29                            |
| 016                  | Ocuituco                     | Ocuituco                             | 86,55        | 15.090        | 16.858        | 19.219        | 222,1                                | 36                            |
| 017                  | Puente de Ixtla              | Puente de Ixtla                      | 237,21       | 54.149        | 61.585        | 40.018        | 168,7                                | 59                            |
| 018                  | Temixco                      | Temixco                              | 102,76       | 92.850        | 108.126       | 122.263       | 1.189,8                              | 39                            |
| 019                  | Tepalcingo                   | Tepalcingo                           | 368,64       | 24.133        | 25.346        | 28.122        | 76,3                                 | 42                            |
| 020                  | Tepoztlán                    | Tepoztlán                            | 242,39       | 32.921        | 41.629        | 54.987        | 226,9                                | 72                            |
| 021                  | Tetecala                     | Tetecala                             | 67,68        | 6.917         | 7.441         | 7.617         | 112,5                                | 17                            |
| 022                  | Tetela del Volcán            | Tetela del Volcán                    | 79,29        | 16.428        | 19.138        | 14.853        | 187,3                                | 21                            |
| 023                  | Tlalnepantla                 | Tlalnepantla                         | 107,86       | 5.626         | 6.636         | 7.943         | 73,6                                 | 13                            |
| 024                  | Tlaltizapán                  | Tlaltizapán                          | 238,46       | 45.272        | 48.881        | 52.399        | 219,7                                | 77                            |
| 025                  | Tlaquiltenango               | Tlaquiltenango                       | 543,94       | 30.017        | 31.534        | 33.789        | 62,1                                 | 46                            |
| 026                  | Tlayacapan                   | Tlayacapan                           | 57,20        | 13.851        | 16.543        | 19.408        | 339,3                                | 47                            |
| 027                  | Totolapan                    | Totolapan                            | 59,98        | 8.742         | 10.789        | 12.750        | 212,6                                | 29                            |
| 028                  | Xochitepec                   | Xochitepec                           | 93,23        | 45.643        | 63.382        | 73.539        | 788,8                                | 84                            |
| 029                  | Yautepec                     | Yautepec de Zaragoza                 | 179,60       | 84.405        | 97.827        | 105.780       | 589,00                               | 100                           |
| 030                  | Yecapixtla                   | Yecapixtla                           | 173,21       | 36.582        | 46.809        | 56.083        | 323,8                                | 62                            |
| 031                  | Zacatepec                    | Zacatepec de Hidalgo                 | 30,75        | 33.331        | 35.063        | 36.094        | 1173,8                               | 21                            |
| 032                  | Zacualpan de Amilpas         | Zacualpan de Amilpas                 | 53,76        | 7.962         | 9.087         | 9.965         | 185,4                                | 16                            |
| 033                  | Temoac                       | Temoac                               | 37,09        | 12.065        | 14.641        | 16.574        | 446,9                                | 16                            |
| 034                  | Coatetelco                   | Coatetelco                           | 51,55        | –             | –             | 11.347        | 220,1                                | 14                            |
| 035                  | Xoxocotla                    | Xoxocotla                            | 61,67        | –             | –             | 27.805        | 450,9                                | 28                            |
| 036                  | Hueyapan                     | Hueyapan                             | 19,18        | –             | –             | 7.855         | 409,5                                | 14                            |
| 17 Estado de Morelos | 17 Estado de Morelos         | Cuernavaca                           | 004.878,90   | 001.555.296   | 001.777.227   | 001.971.520   | 404,1                                | 36                            |